# Stiftungsland Schäferhaus
Das Stiftungsland Schäferhaus (ehemals Truppenübungsplatz Jägerslust) erstreckt sich von der Gartenstadt Weiche in Flensburg mit 415 ha bis knapp vor der dänischen Grenze bei Ellund und Harrislee. Er ist der größte Naturerlebnisraum in Schleswig-Holstein. Das Stiftungsland wird durch die Bundesstraße 199 sowie den Flensburger Flugplatz in einen großen Nordteil sowie den kleinen Südteil geteilt.

## Geschichte
Bodenfunde brachten Mammutknochen und Grabanlagen aus der Bronze- und Eisenzeit. Um 1750 wurde ein Exerzierplatz eingerichtet. Ansonsten wurde das Gebiet größtenteils landwirtschaftlich genutzt.

### Hof Jägerslust
Der bekannteste Hof war Jägerslust, wonach der spätere Truppenplatz benannt wurde. Er befand sich hinter dem heutigen Ausgang der Gartenstadt zum Stiftungsgelände und wurde zuletzt von der jüdischen Familie Wolff bewirtschaftet. Der Hof war mit insgesamt 77 Hektar der zweitgrößte landwirtschaftliche Betrieb in Flensburg. Um 1910 wurde von dem Berliner Industriellen Georg Nathan Wolff († 1917) erworben. Nach der Machtübernahme der Nationalsozialisten richteten seine Witwe Käte und sein Sohn Alexander Wolff auf dem Hof einem Kibbuz ein, in dem zur Auswanderung nach Palästina entschlossene Juden Hachschara-Kurse besuchten. Die zumeist aus städtischem Umfeld stammenden jungen Menschen sollten sich in mehrmonatigen Praktika haus- und landwirtschaftliche Fähigkeiten aneignen. Betreut wurde die Ausbildung von der Jugendorganisation Hechaluz. Zunächst wurden ab 1934 zwölf Praktikumsplätze angeboten, ab 1936 wurde die Kapazität durch den Bau einer weiteren Unterkunft verdoppelt. Insgesamt nahmen rund hundert junge Menschen an den Kursen teil. Bis zur Einführung der Kennkarten Anfang 1939 ermöglichte die Nähe zur dänischen Grenze die Ausreise aus Deutschland im Zuge des Kleinen Grenzverkehrs. Die Praktikanten konnten ihre Ausbildung vermittelt durch die Hechaluz und die königlich-dänische Landwirtschaftsgesellschaft auf dänischen Höfen fortsetzen.
Am 10. November 1938 um 3 Uhr morgens wurde der Hof von Polizei, Gestapo, SS und vermutlich SA unter der Führung des Flensburger Polizeidirektors Hinrich Möller überfallen; die Bewohner wurden schwer misshandelt. Anschließend wurden sie im Gefängnis Norderhofenden in Flensburg inhaftiert. Der Hofbesitzer Alexander Wolff sollte vermutlich ermordet werden. An eine abgelegene Stelle im Grenzgebiet gebracht, konnte der schwerverletzte Wolff entkommen und im Schutz der Dunkelheit über die nahe Grenze nach Dänemark fliehen. Ein großer Teil seiner Familie kam in Konzentrationslagern in Estland und Polen ums Leben. Seiner Frau Irma, seiner Mutter Käte und seiner Schwester Lilly Wolff sind am Platz des Hofes Stolpersteine gewidmet.
Nach der Verwüstung und Ausplünderung des Hauses und der Vertreibung seiner Bewohner übernahm die Wehrmacht das Gelände und ließ es vom Reichsarbeitsdienst mit dem benachbarten Flugplatz für die Luftwaffe ausbauen. In dieser Zeit, 1939/1940, wurde auch das angrenzende Gebiet des Weinberges planiert. Die Luftwaffe nutzte das gesamte Gelände bis 1945. Dort wurden alle restlichen Maschinen am Kriegsende gesammelt und verschrottet. Auf dem Hof selbst wurden Flüchtlinge einquartiert. Alexander Wolff besuchte die Überreste des Hofes 1966. Ein Jahr später wurde das Haupthaus von Pionieren der Bundeswehr gesprengt. Nur eine Scheune blieb erhalten, der Platz wurde bis 1998 von der Standortverwaltung als Betriebshof des Truppenübungsplatzes genutzt. Im Jahre 2004 wurde die Scheune wegen Einsturzgefahr abgebrochen. Heute erinnert eine überdachte Gedenktafel an den Jägerslust-Hof.

### Nutzung durch die Bundeswehr
Ab 1958 übernahm die Bundeswehr das Gebiet und baute es zum Truppenübungsplatz aus. Es entstanden ein nördlicher und ein südlicher Truppenübungsplatz. Sie waren durch den rein zivil genutzten Flugplatz Flensburg-Schäferhaus, das Dorf Langberg und den Ochsenweg voneinander getrennt. Die Bundeswehr nutzte die öffentliche Straßenverbindung zwischen den beiden Gebieten. Der nördliche Platz wurde überwiegend durch die Panzertruppe (zuletzt PzBtl 513) genutzt, die mit M47 und Leopard 1 Panzern ausgerüstet waren. 1997 wurden die Briesen-Kaserne und der Truppenübungsplatz im Rahmen der Abrüstung nach der Wende aufgegeben und vom Land Schleswig-Holstein erworben. Im Nordteil wird bis heute nur noch eine Panzerstrecke durch eine Instandsetzungsfirma der Bundeswehr genutzt.

### Stiftungsland seit 1998
Im Jahre 1998 erwarb die Stiftung Naturschutz Schleswig-Holstein den Truppenübungsplatz vom Bund und verpachtete ihn an den Biolandbetrieb Bunde Wischen, der daraus eine halboffene Weidelandschaft machte. Das Stiftungsland wurde nach dem nahgelegenen eigentlichen Schäferhaus benannt. Im Stiftungsland werden bis heute die Flächen so natürlich wie möglich gehalten, verschiedene Tier- und Pflanzenarten geschützt und mit Nutztieren bewirtschaftet. Auf dem südlichen und nördlichen Teil weiden ganzjährig Galloway-Rinder. Zusätzlich werden auf dem nördlichen Teil Koniks, eine Ponyrasse, gezüchtet.

## Besonderheiten
Auf dem Gelände sind durch die Gemeinde Harrislee und die Stadt Flensburg nach der militärischen Nutzung Informationstafeln aufgestellt worden. Besonders der nördliche Teil ist mit modernen Tafeln und Aktivitätsstationen ausgebaut. Auf diesen Tafeln werden auch eiszeitliche Geschichte sowie Flora und Fauna behandelt. Es wurden auch mehrere Hügelgräber an ihren ursprünglichen Positionen rekonstruiert (vgl. Kong Arrilds Høj), von denen eines begehbar ist. Ein Grabhügel, der noch am Rande nördlichen Stiftungslandes existiert, ist der Nonnenberg.

### Alte Wanderpfade
Bis zum Jahr 1929 nutzen Bürger aus Harrislee einen Pfad quer durch das Gebiet von Harrislee bis nach Handewitt, um zum Gottesdienst zu kommen. Als die Versöhnungskirche in Harrislee errichtet wurde, verlor er an Bedeutung. Heute noch führt der Pilgerpfad aus Rendsburg nach Vejen durch den Nordteil.

### Ochsenweg
Der Heerweg, auf dem die Ochsen im Mittelalter aus Dänemark nach Hamburg getrieben wurden, führte auch durch das Gebiet. Auf einem langen Stück Spazierweg wurden Tafeln in Form von Ochsen in der Länge einer Herde aufgestellt, um deutlich zu machen, wie lang so eine Herde war. Außerdem befindet sich einer der Hörnerplätze, die um das Jahr 2000 entlang des Ochsenweges errichtet wurden, auf dem Gelände.

### Großsteingräber
Im äußersten Norden vom nördlichen Stiftungsland, bei Simondys, befinden sich originale Großsteingräber. Im Süden des nördlichen Stiftungslandes befanden sich früher mehrere Grabhügel, die zu einem Großteil nicht erhalten blieben. Die Kong Arrilds Høj verschwand offenbar vollständig. In jüngerer Zeit wurden im besagten Gebiet an Stellen, an denen sich ursprünglich Grabhügel befanden, künstliche Grabhügel errichtet. Ein weiter noch existierender Grabhügel ist der Nonnenberg, der am südlichen Rand des Nördlichen Stifgungslandes auf schon Flensburger Gebiet liegt.

## Bildergalerie

### Nordteil

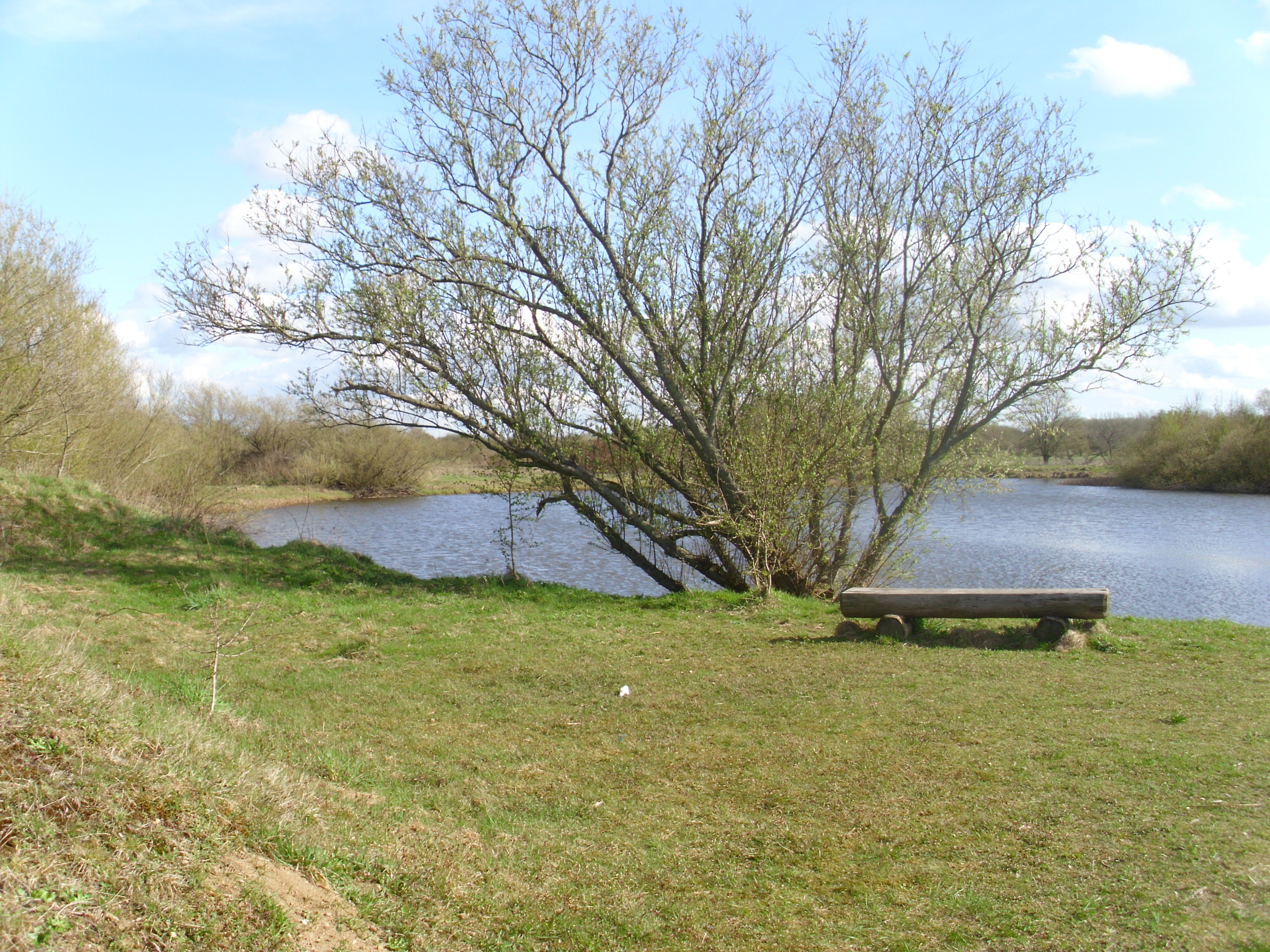
Ihlsee auf dem Nordteil
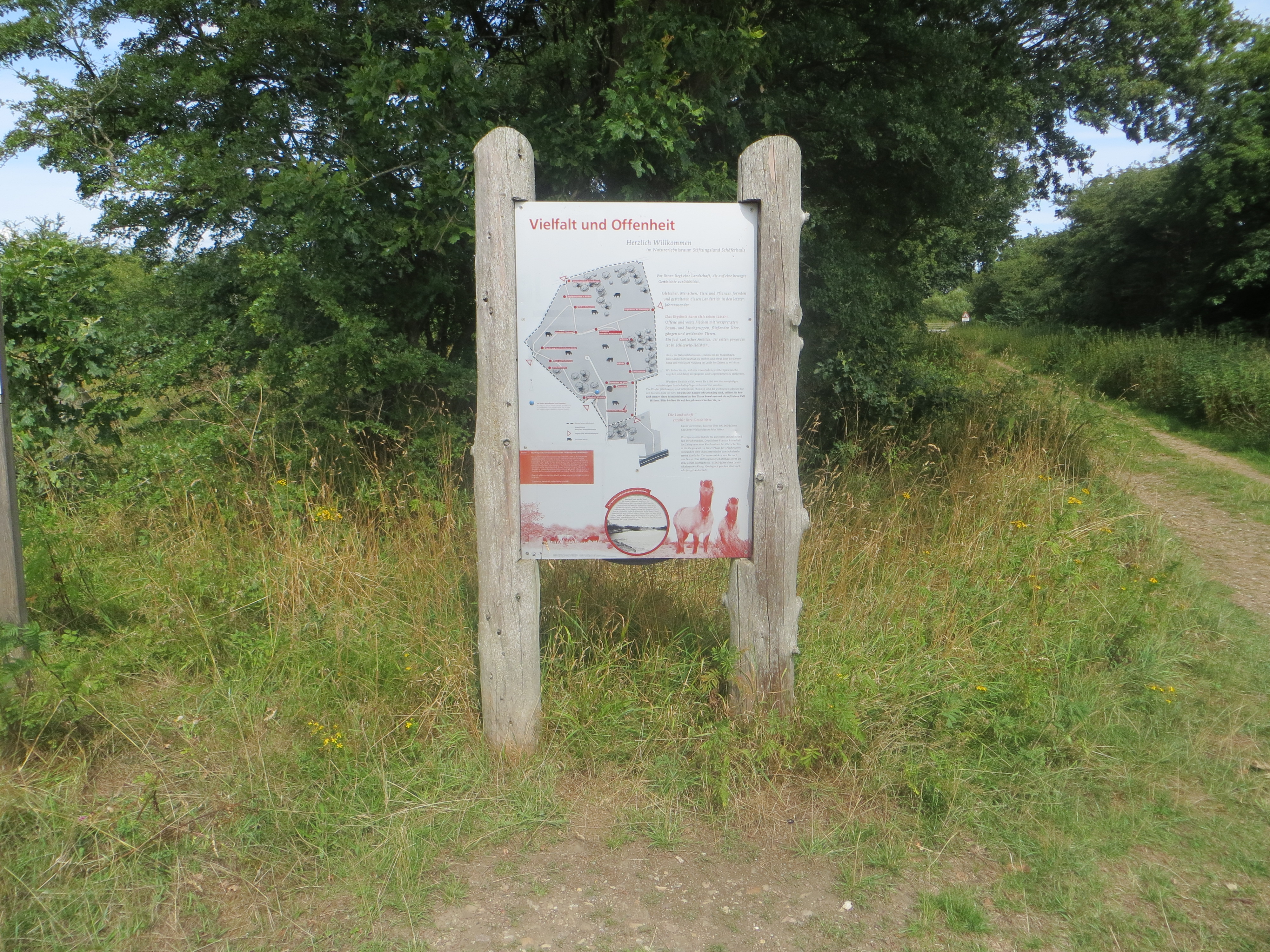
Informationstafel auf dem Nordteil
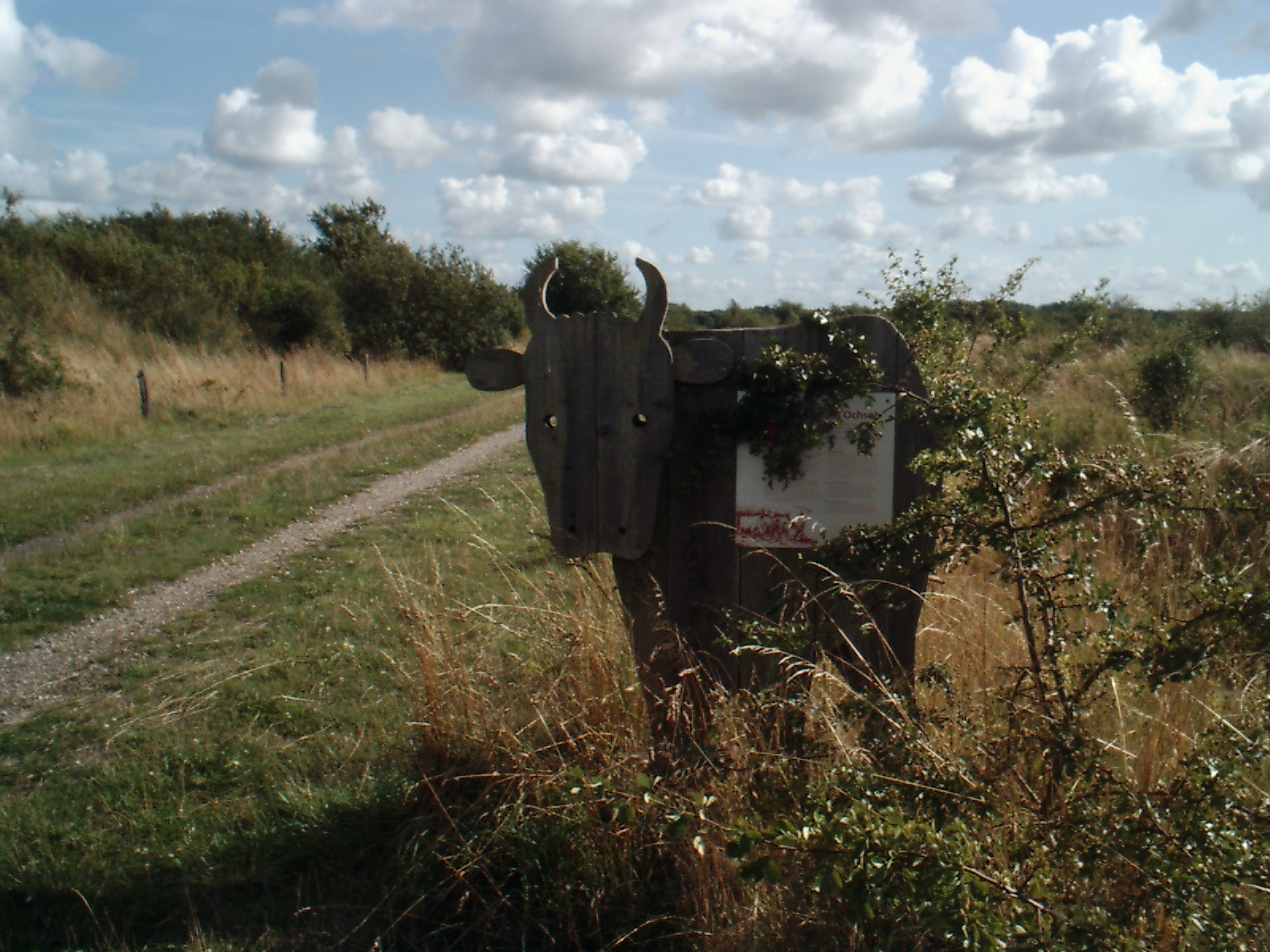
Informationstafel über den Ochsenwegabschnitt
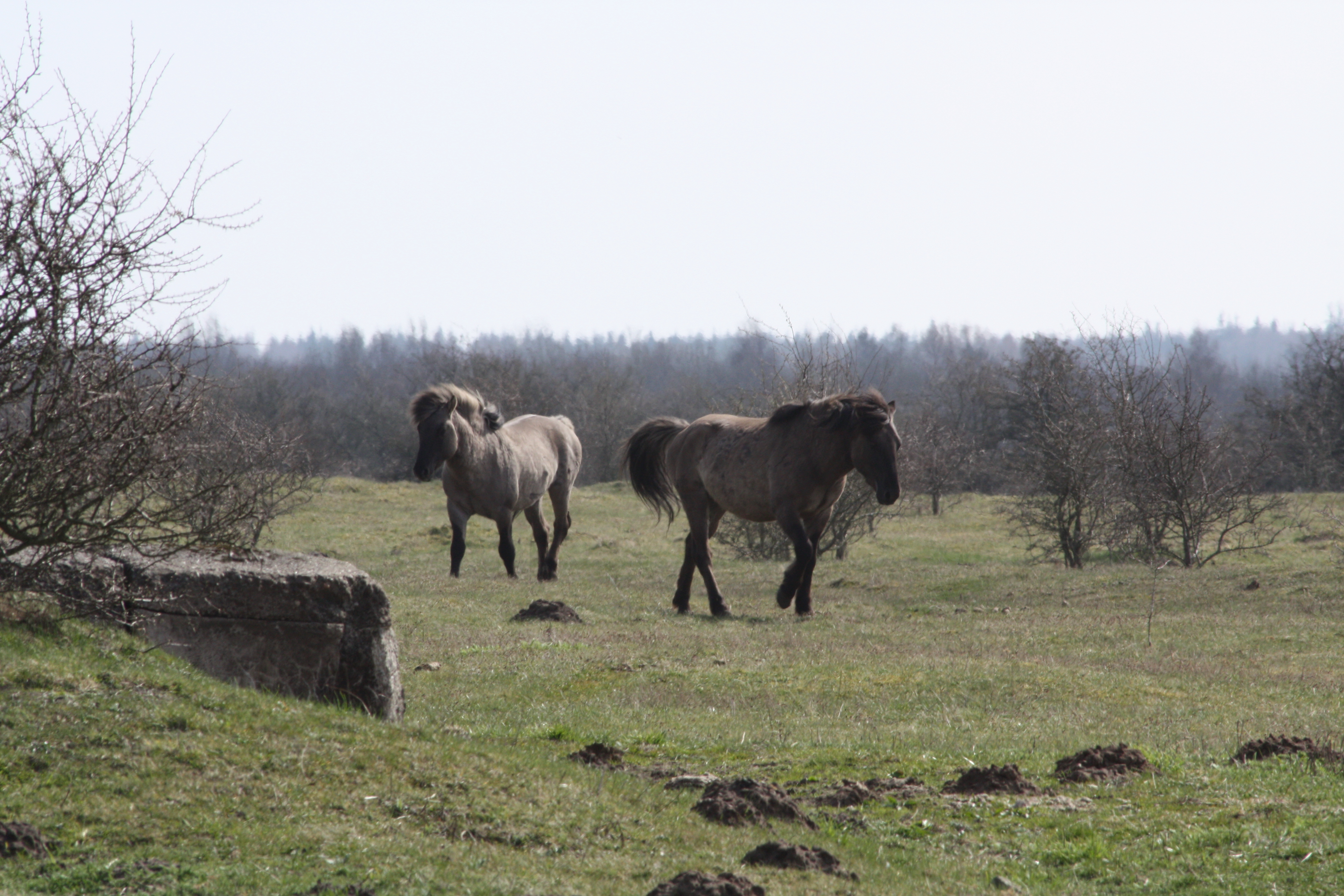
Konik-Pferde
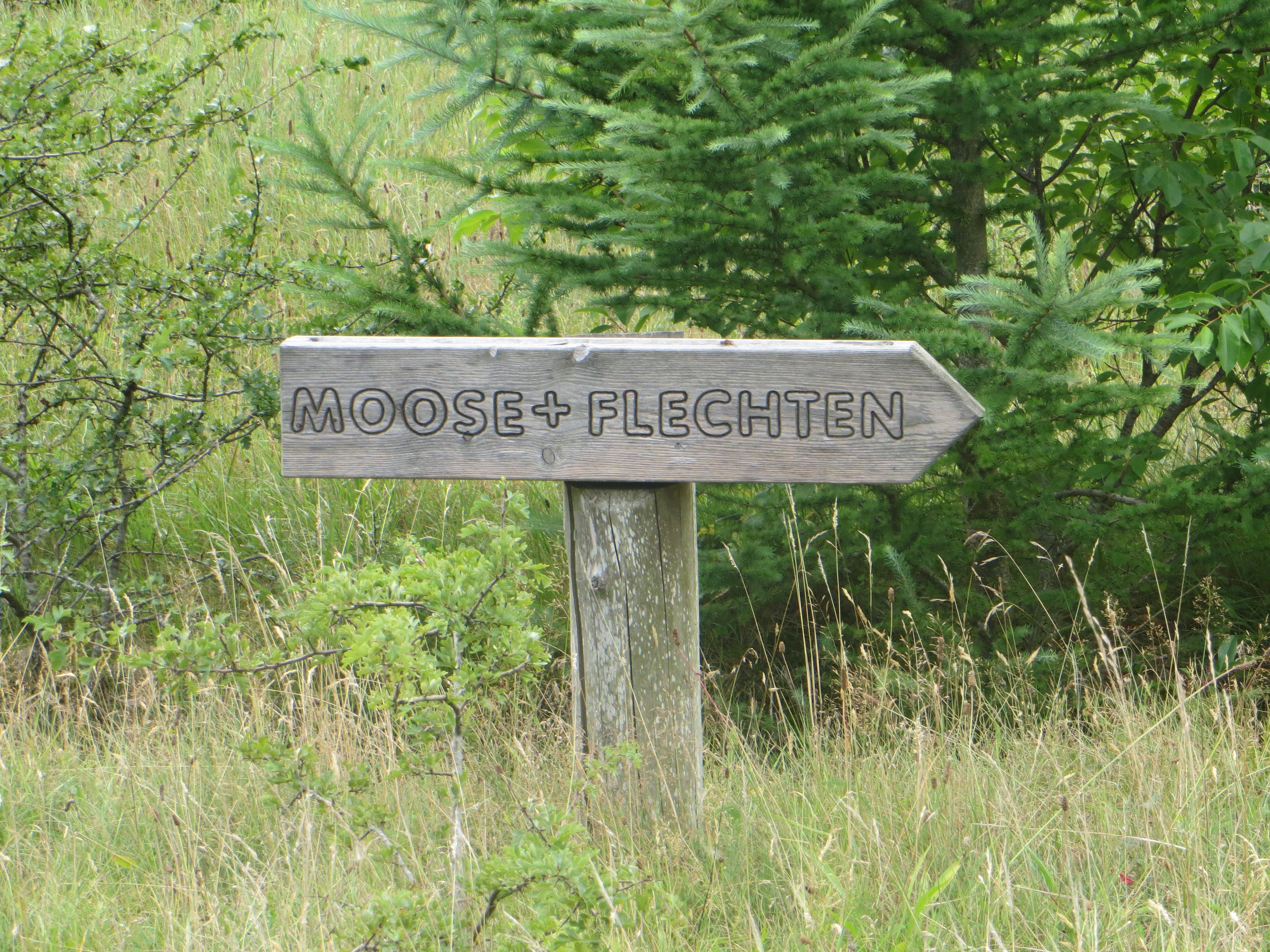
Hinweisschild für geschützte Pflanzen
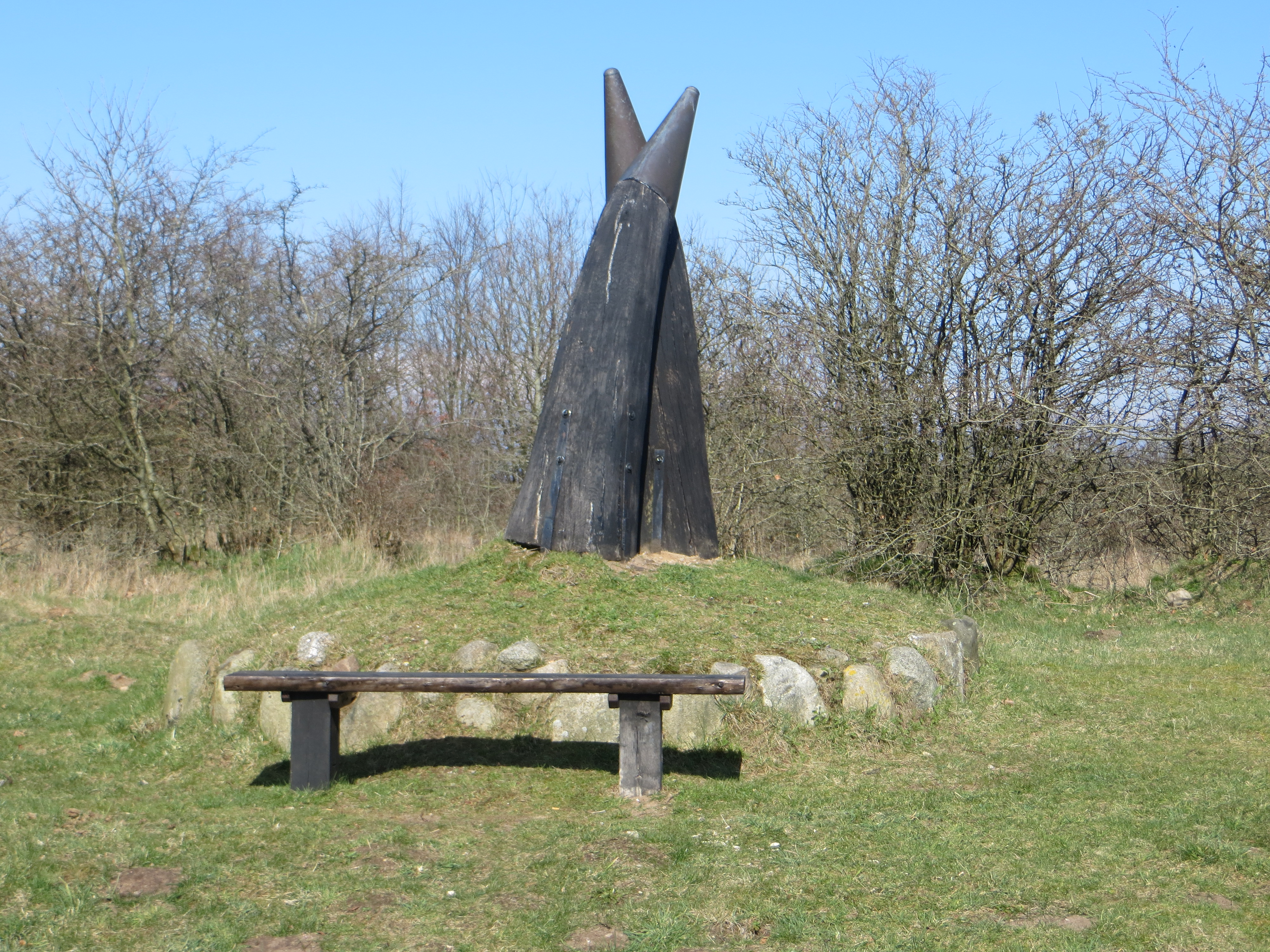
Ochsenweg Hörner auf dem Stiftungsland Schäferhaus Nord
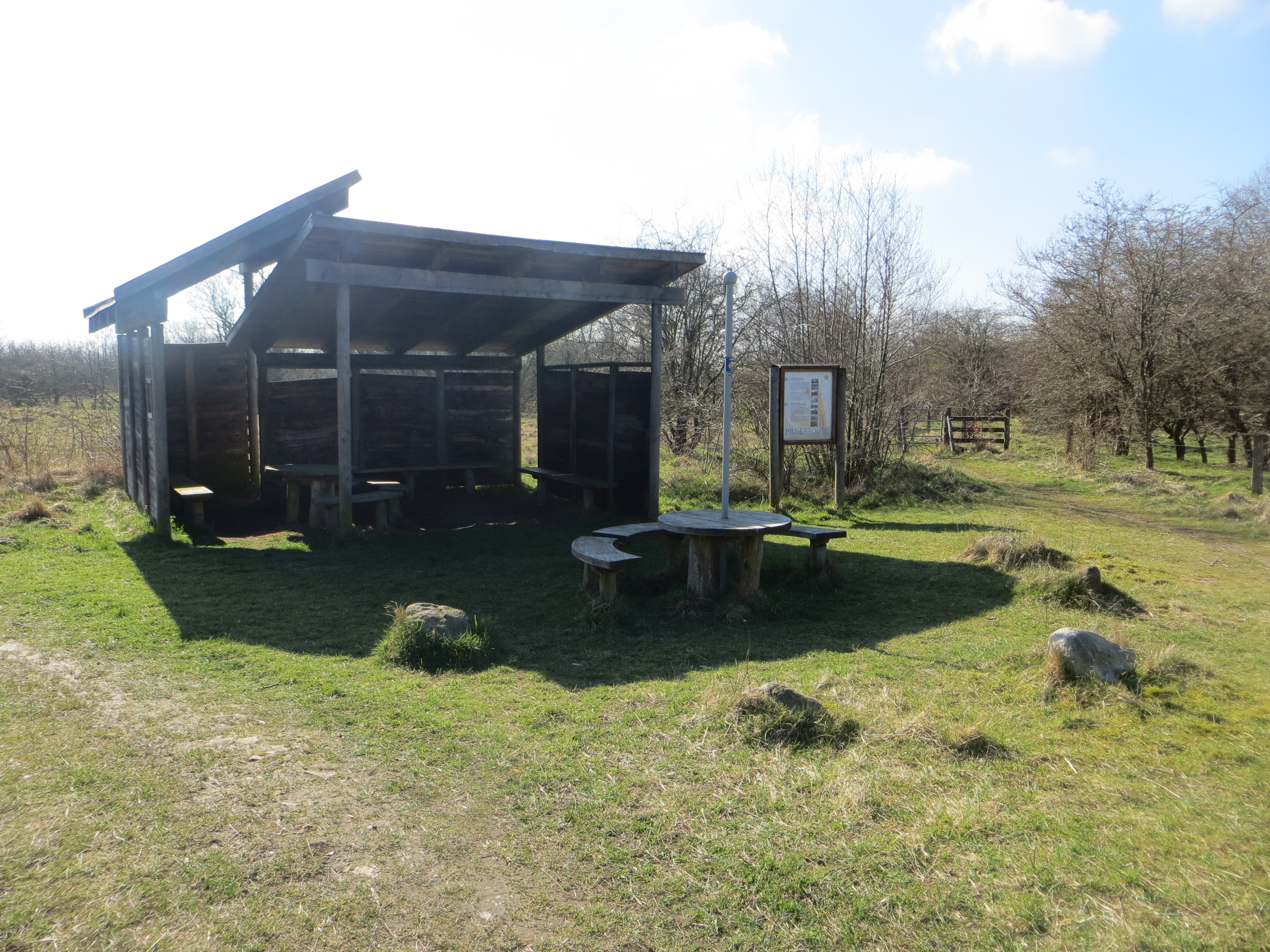
Rasthütte beim Oxer auf dem Stiftungsland Schäferhaus
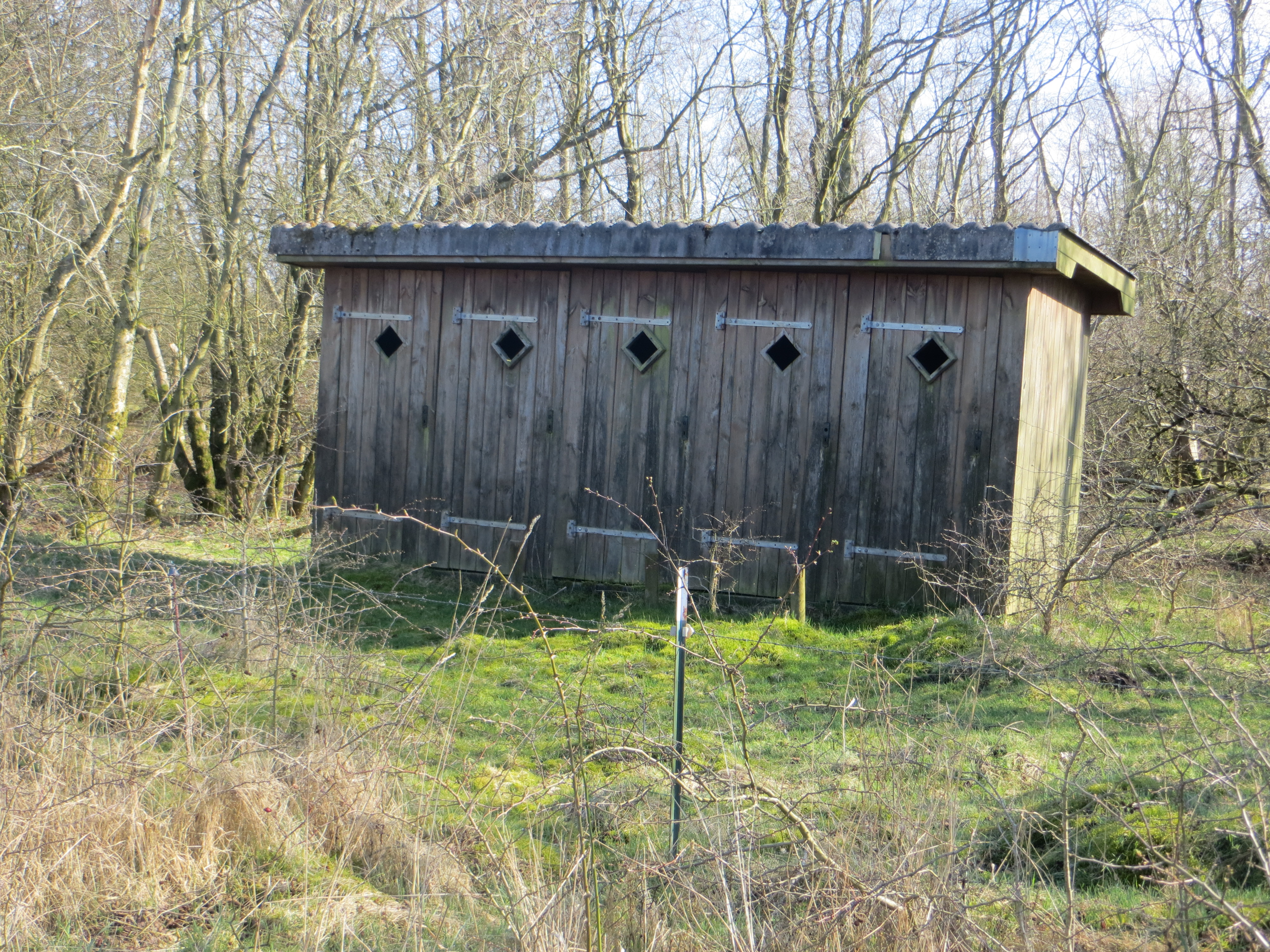
Reihenplumpsklo, ein Überbleibsel der Bundeswehr

### Südteil

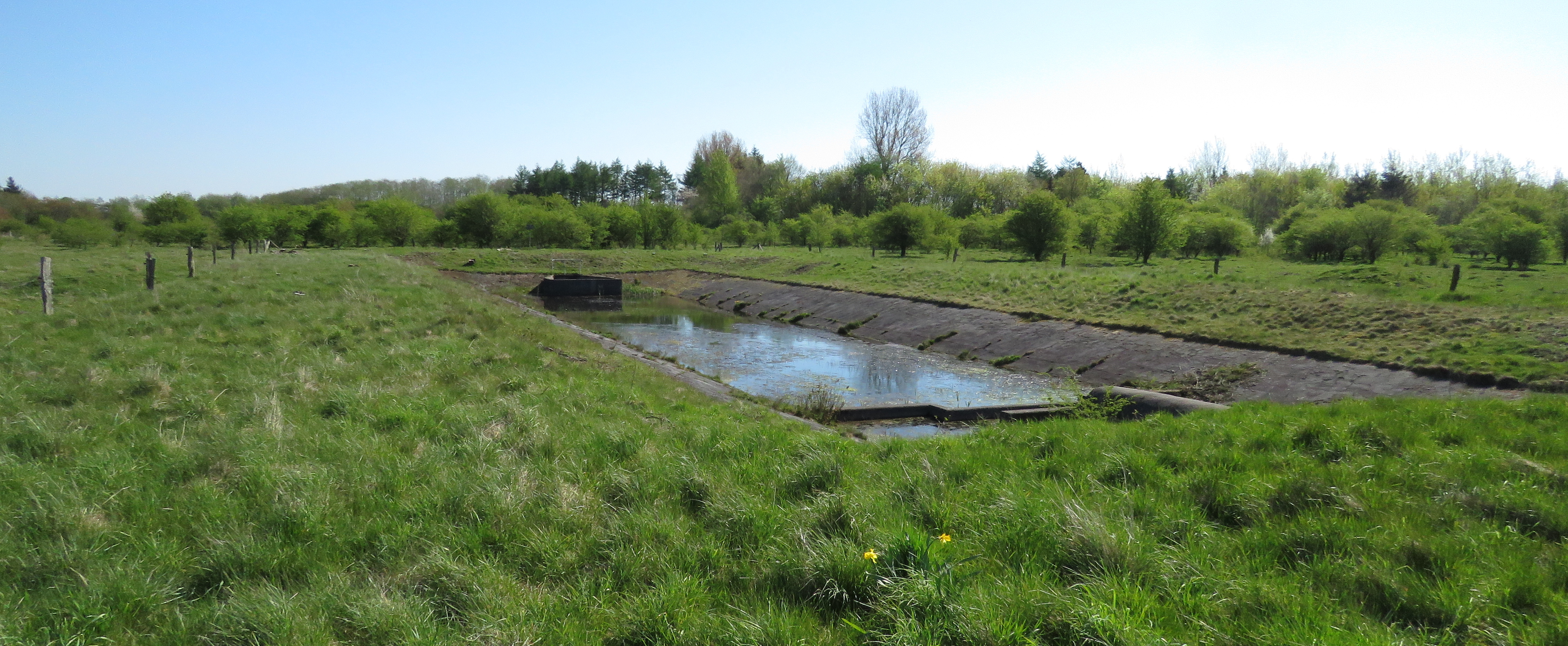
Regenauffangbecken
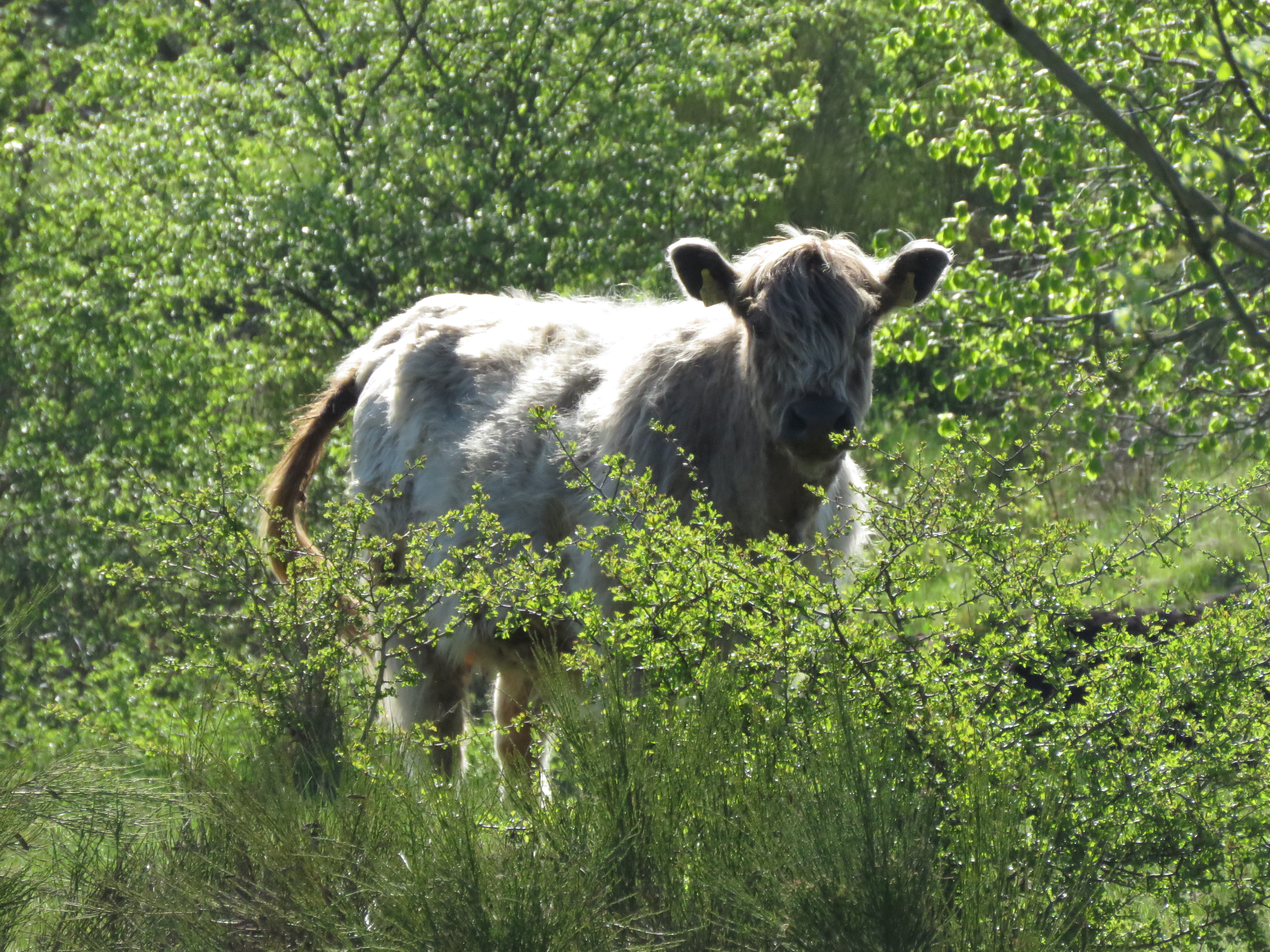
Galloway-Rind
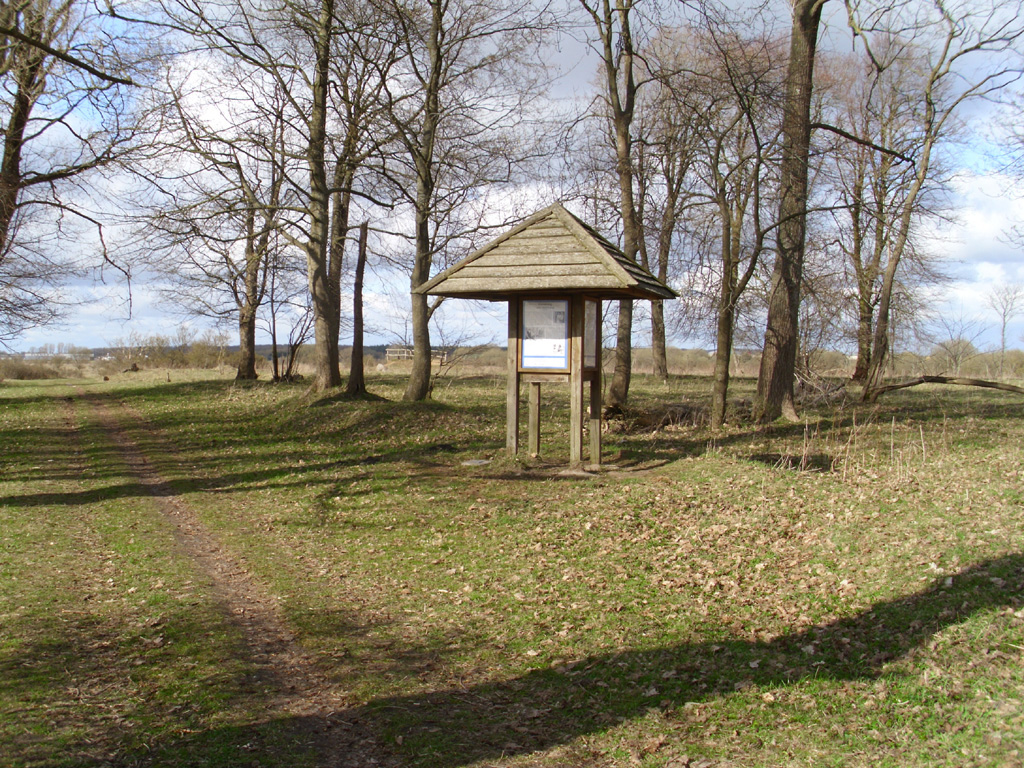
Erinnerungstafel an das Gut Jägerslust